# والنتین واسیانویچ
والنتین واسیانویچ (انگلیسی: Valentyn Vasyanovych؛ زادهٔ ۱۹۷۱ (۵۳–۵۴ سال)) فیلم‌بردار، تدوین‌گر، و کارگردان فیلم اهل اتحاد جماهیر شوروی سوسیالیستی است.